# Leon Stasiak

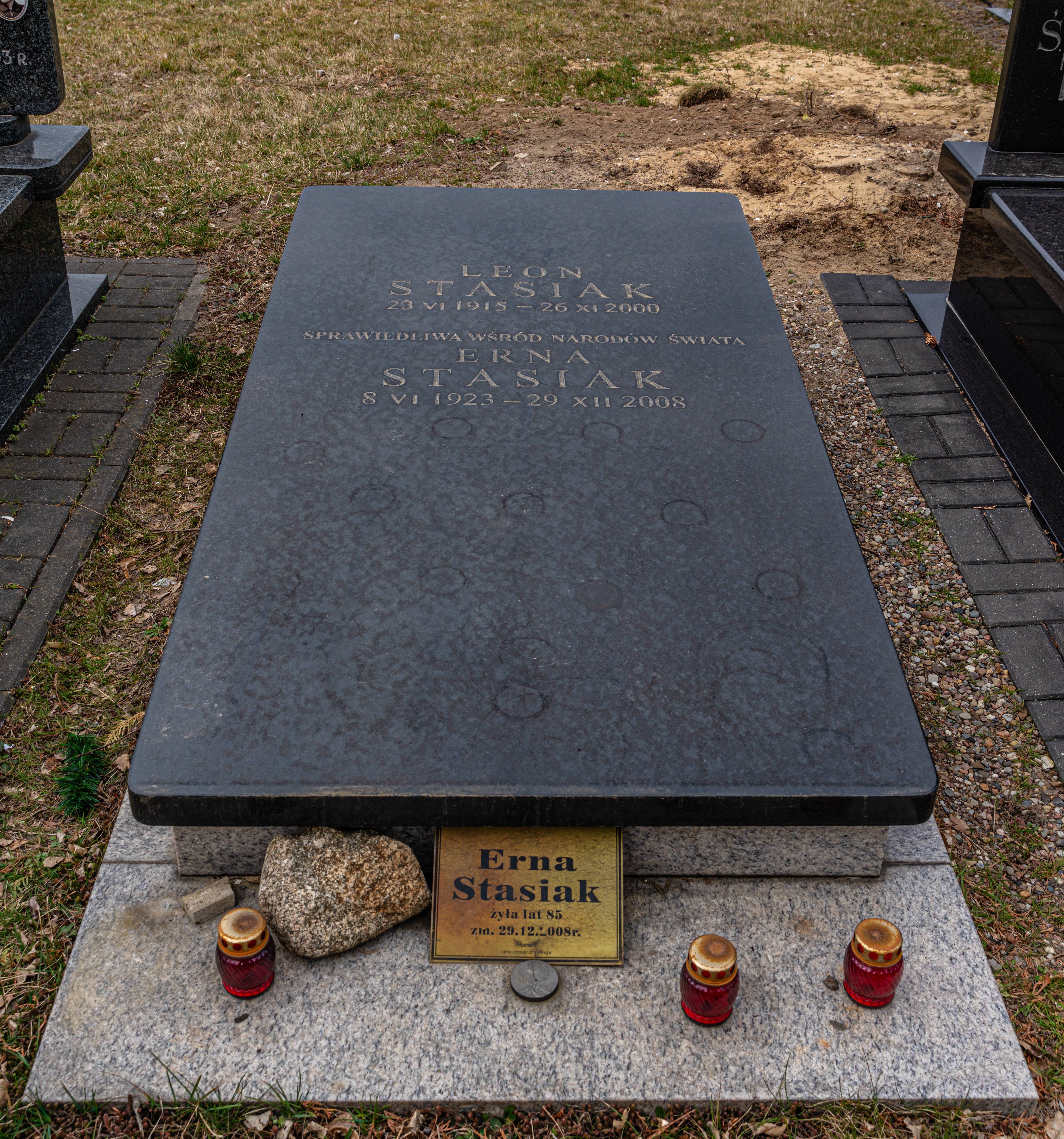
Grób Leona Stasiaka na cmentarzu Komunalnym Północnym w Warszawie

Leon Stasiak (ur. 23 czerwca 1915 w Częstochowie, zm. 26 listopada 2000 w Warszawie) – polski polityk i działacz partyjny.

## Życiorys
Miał pochodzenie żydowskie, był synem Edwarda i Elżbiety. W 1931 został sekretarzem Komitetu Dzielnicowego Komunistycznego Związku Młodzieży Polski. W 1934 działał w Komunistycznej Partii Polski na obszarze Radomska.
W czasie II wojny światowej był więźniem KL Auschwitz- Birkenau, numer obozowy 68677, gdzie przebywał pod nazwiskiem Leiser Sylman, jeden z członków ruchu oporu w Buna-Monowitz, więzień Buchenwaldu.
Po zakończeniu działań wojennych wstąpił do Polskiej Partii Robotniczej i od marca 1945 pracował w Wydziale Propagandy Komitetu Wojewódzkiego PPR w Katowicach, a następnie, od lutego 1948 jako kierownik tego wydziału. W okresie od 31 lipca 1950 do 30 czerwca 1952 był I sekretarzem KW PZPR w Łodzi. Od 28 czerwca 1952 był I sekretarzem KW PZPR w Poznaniu, po wydarzeniach czerwcowych – 13 lipca 1956 – został zdymisjonowany przez KW PZPR w Poznaniu. Od 12 sierpnia do 21 listopada 1956 był zastępcą kierownika Wydziału Propagandy i Prasy KC PZPR, od 21 listopada 1956 do 5 kwietnia 1960 zastępcą kierownika Wydziału Propagandy i Agitacji KC PZPR, od 5 stycznia do 5 kwietnia 1960 p.o. kierownika Wydziału Propagandy i Agitacji KC PZPR. Od 20 czerwca 1964 do 16 listopada 1968 był zastępcą członka KC PZPR w Warszawie.
Ponadto był członkiem Zarządu Głównego ZBOWiD, TPPR, Ogólnopolskiego Komitetu Obrońców Pokoju, Miejskiego Komitetu Lewicy Związkowej w Częstochowie.
W latach 1952–1956 pełnił mandat posła na Sejm PRL I kadencji. 
Był mężem Erny z domu Kostka (1923–2008). Oboje są pochowani na Cmentarzu Komunalnym Północnym w Warszawie (kwatera S-I-11,12-5-14).

## Ordery i odznaczenia
- Krzyż Komandorski z Gwiazdą Orderu Odrodzenia Polski (1964)[10]
- Srebrny Krzyż Zasługi (18 stycznia 1946)[11]
- Krzyż Oświęcimski (1985)[12]
- Medal im. Ludwika Waryńskiego (1986)[13]
- Honorowa odznaka Zrzeszenia Studentów Polskich (1962)[14]
- Medal "Bojownikom przeciwko faszyzmowi 1933-1945" (Niemiecka Republika Demokratyczna, 1960)[15]